# Soraya Bahgat
Soraya Bahgat es una emprendedora social finlandesa-egipcia, activa defensora de los derechos de las mujeres en Egipto.
En 2012 fundó Tahrir Bodyguard, un movimiento integrado por voluntarios uniformados para proteger a las mujeres de las agresiones sexuales de la mafia en la plaza Tahrir.

## Biografía
Bahgat nació en Finlandia de padres egipcios. Su familia se mudó a Egipto cuando ella tenía siete años. Soraya se graduó de la Universidad Americana de El Cairo,

## Guardaespaldas Tahrir
Mientras estaba en la oficina y de camino a la plaza Tahrir para unirse a las protestas masivas, Soraya Bahgat decidió lanzar Tahrir Bodyguard tras un ataque de pánico por preocupaciones de seguridad en medio de los continuos ataques sexuales de la multitud.
Reconociendo el poder de Twitter, inmediatamente acudió al sitio para abrir una cuenta y comenzó a tuitear consejos de seguridad y llamadas a voluntarios. En entrevista con The Atlantic afirmó que estaba abrumada por el alcance inmediato de la cuenta, con más de 600 seguidores durante las primeras 2 horas.
Reclutó a un grupo central de personas de confianza para ayudarla a construir las bases del movimiento y reclutar voluntarios. Comenzó comprando 200 uniformes que incluían cascos de construcción y chalecos de neón y pronto el grupo logró reclutar a los voluntarios necesarios. Los uniformes de los voluntarios, que incluían cascos de construcción y chalecos de neón, estaban destinados a proteger a los voluntarios y hacerlos fácilmente visibles por la noche.
Tahir Bodyguard operaba de dos maneras. Primero, el grupo patrullaba de manera proactiva la Plaza Tahrir y sus alrededores para proteger a las mujeres e identificar áreas donde podrían ocurrir agresiones. En segundo lugar, el grupo se comprometió con las turbas para liberar a las mujeres agredidas y llevarlas a ambulancias estacionadas fuera de la plaza.
Al principio, era anónima y concedió una entrevista a Gawker en diciembre de 2012 utilizando un seudónimo. En febrero de 2013, Associated Press reveló su nombre y ocupación en un perfil.
Durante los tiempos de inactividad en los que no había actividad en la plaza Tahrir, el grupo ofreció clases gratuitas de defensa personal para las mujeres para empoderarlas para que fueran dueñas de las calles.

## Promoción de la mujer y participación comunitaria
Es miembro del Grupo Asesor Estratégico de The Girl Generation, el movimiento africano para acabar con la mutilación genital femenina en una generación. La modelo, actriz y filántropa italo-egipcia Elisa Sednaoui la nombró amiga y colaboradora en el sitio web de su fundación. En 2014, Bahgat se convirtió en uno de los fideicomisarios de la organización sin fines de lucro que promueve el aprendizaje creativo a través de programas extraescolares especiales para jóvenes desfavorecidos en Egipto y otros países. Entre 2008 y 2012, formó parte de la junta directiva del Centro Juvenil Gezira.

## Intervenciones públicas
Junto con sus colegas de Tahrir Bodyguard, apareció en un documental de France 24 realizado por la periodista francesa Sonia Dridi titulado "El acoso sexual, una enfermedad egipcia". El documental, que incluía entrevistas con Mona Eltahawy y otras activistas egipcias, siguió de cerca al equipo de guardaespaldas de Tahrir durante sus preparativos y mientras patrullaban las inmediaciones de la plaza Tahrir. En marzo de 2013, Soraya apareció junto a Ebaa El-Tamami del movimiento Harassmap en un episodio especial del popular programa Al Bernameg presentado por Bassem Youssef. El episodio se dedicó a abordar el problema del acoso sexual de las mujeres en Egipto y utilizó el humor y la sátira para disipar muchos de los conceptos erróneos sobre el tema, especialmente aquellos que culpan a las mujeres. En mayo de 2013, Soraya pronunció un discurso sobre las mujeres en Egipto en el Foro de la Libertad de Oslo titulado “La voz de una mujer es una revolución”. En su discurso describió el coraje que demostraron las mujeres al protestar junto a los hombres durante la Revolución egipcia de 2011 y denunció los ataques y el acoso que han sufrido desde entonces. También destacó la pandemia de agresiones sexuales de turbas en la plaza Tahrir y los diversos esfuerzos de los civiles para combatir estas agresiones. “Estamos dando pelea, no tenemos miedo”, dijo. "Cuando intentaron silenciar a las mujeres egipcias, nos volvimos aún más desafiantes". Después de su discurso, participó en un panel de discusión titulado "mujeres amenazadas" que también incluyó a la periodista libanesa Jenan Moussa, la periodista y abogada británica Afua Hirsch y la cofundadora y directora ejecutiva adjunta de la Fundación Panzi EE. La mesa redonda fue moderada por la periodista y presentadora de noticias de televisión de la BBC Philippa Thomas.

## Premios y reconocimientos
En septiembre de 2015, fue una de las 22 jóvenes líderes árabes seleccionadas para el programa de becas parlamentarias internacionales del Bundestag alemán En abril de 2015, Sciences Po y el gobierno francés la eligieron como una de las 22 mujeres líderes mediterráneas del futuro. En marzo de 2014, fue elegida como una de las becarias en la revista Fortune / Departamento de Estado de los Estados Unidos Sociedad de Mentoría de Global Mujeres celebrada en colaboración con Voces Vitales.